# Štadión Turčianske Teplice
Štadión Turčianske Teplice – stadion piłkarski w mieście Turčianske Teplice, na Słowacji. Obiekt może pomieścić 1500 widzów. Do czasu rozwiązania klubu na początku 2011 roku swoje spotkania rozgrywali na nim piłkarze ŠK Aqua Turčianske Teplice. W sezonie 2006/2007 stadion gościł mecze słowackiej II ligi z udziałem tego zespołu. Na obiekcie odbywały się również m.in. spotkania kobiecych reprezentacji młodzieżowych.